# Nazionale maschile under 21 di calcio dell'Ungheria
La nazionale ungherese di calcio Under-21 è la rappresentativa calcistica Under-21 dell'Ungheria ed è posta sotto l'egida della Federazione calcistica ungherese. Partecipa al Campionato europeo Under-21, che si tiene ogni due anni. Nella gerarchia delle nazionali calcistiche giovanili ungheresi è posta prima della nazionale Under-20. L'Under-21 è la principale risorsa cui attinge la nazionale maggiore: è consuetudine che i migliori giovani che vi si sono resi protagonisti vengano chiamati a integrarsi nella nazionale maggiore, fino a diventarne spesso titolari e giocatori cardine.

## Partecipazioni ai tornei internazionali

### Europeo U-21
- 1978: Quarti di finale
- 1980: Quarti di finale
- 1982: Non qualificata
- 1984: Non qualificata
- 1986: Semifinale
- 1988: Non qualificata
- 1990: Non qualificata
- 1992: Non qualificata
- 1994: Non qualificata
- 1996: Quarti di finale
- 1998: Non qualificata
- 2000: Non qualificata
- 2002: Non qualificata
- 2004: Non qualificata
- 2006: Non qualificata
- 2007: Non qualificata
- 2009: Non qualificata
- 2011: Non qualificata
- 2013: Non qualificata
- 2015: Non qualificata
- 2017: Non qualificata
- 2019: Non qualificata
- 2021: Primo turno

## Tutte le rose

### Europei
Campionato d'Europa Under-21 UEFA 20211 Auerbach, 2 Varju, 3 Mocsi, 4 Balogh, 5 Huszti, 6 Palincsár, 7 Kiss, 8 Mezei, 9 Bíró, 10 Szőke, 11 Skribek, 12 Bese, 13 Tamás, 14 Hinora, 15 Kata, 16 Szendrei, 17 Bárány, 18 Bolla, 19 Deutsch, 20 Bukta, 21 Csonka, 22 Kovács, 23 Kovácsréti, CT: Gera

## Rosa attuale
Lista dei 23 giocatori convocati per la fase finale a gironi del Campionato europeo di calcio Under-21 2021.
Presenze e reti aggiornate al 30 marzo 2021.
| 1  | P | Martin Auerbach  | 3 dicembre 2002   | 0  | 0 | Puskás Akadémia |  |  |
| 12 | P | Balázs Bese      | 22 gennaio 1999   | 1  | 0 | Budafok         |  |  |
| 22 | P | Péter Kovács     | 10 febbraio 2000  | 0  | 0 | Budaörs         |  |  |
|    |   |                  |                   |    |   |                 |  |  |
| 4  | D | Botond Balogh    | 6 giugno 2002     | 1  | 0 | Parma           |  |  |
| 18 | D | Bendegúz Bolla   | 22 novembre 1999  | 5  | 0 | Fehérvár        |  |  |
| 19 | D | László Deutsch   | 9 marzo 1999      | 1  | 0 | Puskás Akadémia |  |  |
| 5  | D | András Huszti    | 29 gennaio 2001   | 0  | 0 | Budafok         |  |  |
| 3  | D | Attila Mocsi     | 29 maggio 2000    | 0  | 0 | Haladás         |  |  |
| 13 | D | Olivér Tamás     | 14 aprile 2001    | 0  | 0 | Paks            |  |  |
| 2  | D | Benedek Varju    | 21 maggio 2001    | 0  | 0 | MTK Budapest    |  |  |
|    |   |                  |                   |    |   |                 |  |  |
| 21 | C | András Csonka    | 1º maggio 2000    | 3  | 0 | Budafok         |  |  |
| 14 | C | Kristóf Hinora   | 5 febbraio 1998   | 7  | 0 | Vasas           |  |  |
| 15 | C | Mihály Kata      | 13 aprile 2002    | 0  | 0 | MTK Budapest    |  |  |
| 8  | C | Szabolcs Mezei   | 18 ottobre 2000   | 0  | 0 | MTK Budapest    |  |  |
| 6  | C | Martin Palincsár | 3 gennaio 1999    | 4  | 0 | MTK Budapest    |  |  |
| 11 | C | Alen Skribek     | 11 aprile 2001    | 0  | 0 | Budafok         |  |  |
| 16 | C | Norbert Szendrei | 27 marzo 2000     | 0  | 0 | Honvéd          |  |  |
| 10 | C | Adrián Szőke     | 1º luglio 1998    | 2  | 1 | Heracles Almelo |  |  |
|    |   |                  |                   |    |   |                 |  |  |
| 17 | A | Donát Bárány     | 4 settembre 2000  | 0  | 0 | Debrecen        |  |  |
| 9  | A | Bence Bíró       | 14 luglio 1998    | 19 | 8 | MTK Budapest    |  |  |
| 20 | A | Csaba Bukta      | 25 luglio 2001    | 0  | 0 | Altach          |  |  |
| 7  | A | Tamás Kiss       | 24 novembre 2000  | 2  | 0 | Puskás Akadémia |  |  |
| 23 | A | Márk Kovácsréti  | 1º settembre 2000 | 4  | 0 | Kisvárda        |  |  |

## Staff tecnico
- Commissario tecnico: Zoltán Gera
- Assistenti allenatore: György Sándor e Vilmos Vanczák
- Preparatore dei portieri: Zoltán Végh
- Preparatore atletico: László Gáspár
- Medici: Iván Kollár e Márton Tarr
- Fisioterapisti: Dávid Smeló e István Selyem
- Video analyst: István Beregi
- Magazziniere: Zoltán Arany e László Hegyesi
- Team manager: Bence Teodoru
- Dirigente accompagnatore: Vince Annus
- Responsabile stampa: Márton Dinnyés
- Segretario: Béla Brünyi